# Montreux Hockey Club
Der Montreux HC ist ein 1911 gegründeter Rollhockeyclub aus Montreux. Damit ist der Montreux HC der älteste noch bestehende Rollhockeyclub der Schweiz. Momentan spielt der Montreux HC in der NLB und hat in der NLA der Frauen ein Team mit dem Genève RHC zusammen. Der Montreux HC ist Organisator des Traditionsturniers Coupe des Nations (Rollhockey).

## Geschichte
Zuerst entstanden im zwanzigsten Jahrhundert Rollhockey-Clubs in Genf und Lausanne, wo auf sogenannten 'American Rinks' gespielt wurde, danach gründete sich auch ein Club, welcher im Casino von Montreux spielte, der älteste heute bestehende Rollhockeyclub der Schweiz. Gründungsmitglied war unter anderem Fred Renkewitz, welcher später den Weltverband präsidierte und Otto Mayer, welcher IOC Chancellor wurde.
Der Club dominierte zwischen 1924 und 1966 die Schweizer Meisterschaft.  Die grosse Figur dieser Zeit war Marcel Monney auch „Tcho-Tcho“ genannt, welcher 170 Mal für die Nationalmannschaft auflief.

### Coupe des Nations
Der Coupe des Nations wurde vom Montreux HC initialisiert.